# 10505 Johnnycash
10505 Johnnycash è un asteroide della fascia principale. Scoperto nel 1988, presenta un'orbita caratterizzata da un semiasse maggiore pari a 3,0153911 au e da un'eccentricità di 0,0333439, inclinata di 8,64403° rispetto all'eclittica.